# セオクイット
座標: 北緯10度23分50秒 東経105度48分0秒 / 北緯10.39722度 東経105.80000度

ボートによる密林基地の散策

セオクイット (ベトナム語：Xẻo Quýt) は、ベトナムのメコンデルタ地方、ドンタップ省カオライン県にあるベトナム戦争の史跡。ベトナム戦争中、1960年から1975年にかけてドンタップ省における南ベトナム解放民族戦線の中心的な基地となっていた。今日でも豊かな自然の残る密林地帯となっている。

## 地理
セオクイットはカオライン県のミーヒエップ社とミーロン社にまたがる地区で、省都のカオライン市から約30kmの距離、省路650号線沿いにある。50ヘクタールの面積を持ち、うち20ヘクタールはメラルーカの林で占められている。

## 自然
1992年にベトナム政府により国の史跡とされた。セオクイットには170種類の植物（野生種158種、樹木12種）が存在し、動物相においても200種（7種の両生類、22種の爬虫類、73種の魚類、91種の鳥類、7種の哺乳類）が存在している。特にベトナムのレッドデータブックに記載されている動物のうち13種（ナンダ、ハコガメ、コウハシショウビン、カワウソ類、インドニシキヘビなど）がここに生息している。

## 観光施設
今日では観光地になっており、2012年末までに50,000人以上の来場者があり、計画を23%超えるものとなっている。敷地内には、手漕ぎボートで20分ほどかけてジャングルの中の基地跡を巡ることのできる水路や、徒歩用の散策路が整備されている。水路には爆撃によってできた3つの水溜りが含まれている他、散策路には、地下トンネルの跡や当時の建物が再現されている。またレストランや休憩所、オオオニバスの池なども整備されている。